# 新潟県道156号頸城大野停車場線
新潟県道156号頸城大野停車場線（にいがたけんどう156ごう くびきおおのていしゃじょうせん）は、新潟県の糸魚川市内を通る一般県道である。

## 概要
糸魚川市南部の大野地区の中央部にあるJR大糸線頸城大野駅前と国道148号を東西に結ぶ。
起終点の東西を直線状に結ばれておらず、2ヶ所の交差点で右左折するクランク状となっている。特別養護老人ホーム前の区間は、当県道と交差する前後の市道と連続して2車線（＝片側1車線）が確保されている。駅前ならびに頸城大野郵便局前の区間は1車線となっている。

### 路線データ
- 起点：新潟県糸魚川市大字大野字稲葉1750-2（＝JR頸城大野駅前）
- 終点：新潟県糸魚川市大字大野字出戸1093-1（＝国道148号交点）

## 路線現況
全区間アスファルト舗装されている。
全体の約64.4％（0.2728km＝272.8m）は幅員3.5m未満の未改良区間である。歩道は全く設置されていない。

### 交差する道路
- 国道148号（糸魚川市大野：終点）

### 通過する自治体
- 新潟県
糸魚川市

### 沿線
- JR大糸線 頸城大野駅
- 特別養護老人ホーム じよんのび亭
- 頸城大野郵便局
- 姫川